# Michael Jackson (escritor)
Michael Jackson (Wetherby, 27 de março de 1942 – Londres, 30 de agosto de 2007) foi um jornalista britânico. Apelidado de "beer hunter" (caçador de cervejas), Michael Jackson foi autor de diversos livros dedicados ao tema da cerveja e do uísque.

## Vida
O renome de Michael Jackson entre os apreciadores de cerveja se iniciou com a publicação de seu livro The World Guide To Beer em 1977. Nesta obra ele avalia e descreve detalhadamente um total de 500 marcas clássicas de cervejas. As cervejas listadas no livro se encontram organizadas em diferentes estilos e categorizadas com base na cultura e tradição das regiões onde elas eram originalmente produzidas.
O livro foi posteriormente traduzido para mais de dez idiomas e é considerado até hoje uma das obras mais fundamentais a tratar do universo das cervejas e de seus diferentes estilos. Também é amplamente aceito que as modernas teorias que tratam dos diferentes estilos de cerveja, com suas diferenciações entre lagers e ales, é baseada no trabalho realizado por Jackson neste livro. Foi ele que introduziu, por exemplo, o termo "fermentação alta" como uma das principais características das cervejas de tipo ale e de "fermentação baixa" para as cervejas de tipo lager.
O seu trabalho foi uma forte influência no processo de popularização da cultura cervejeira nos Estados Unidos da América e contribuiu para o aparecimento e disseminação no território norte-americano de inúmeras microcervejarias, o que levou à multiplicação dos estilos de cervejas produzidas e consumidas pela população daquele país.

## Obras selecionadas
- Jackson, Michael (1976). The English Pub
- Jackson, Michael (1977). The World Guide to Beer
- Jackson, Michael (1986). Pocket Guide to Beer ISBN 0-671-72915-2
- Jackson, Michael (1987). The World Guide to Whisky
- Jackson, Michael (1988). New World Guide to Beer (Updated)
- Jackson, Michael (1991). Michael Jackson's Great Beers of Belgium ISBN 0-7624-0403-5
- Jackson, Michael (1997). Michael Jackson's Beer Companion ISBN 0-7624-0772-7
- Jackson, Michael (1998) Ultimate Beer
- Jackson, Michael (1998) Little Book on Beer
- Jackson, Michael; Lucas, Sharon (ed.) (1999).  Michael Jackson's complete guide to Single Malt Scotch (fourth ed.).  Philadelphia, Pennsylvania:  Running Press Book Publishers.  ISBN 0-7624-0731-X
- Jackson, Michael; Lucas, Sharon (ed.) (2000).  Michael Jackson's Great Beer Guide.  DK ADULT.  ISBN 0-7894-5156-5
- Jackson, Michael (2001). Scotland and its Whiskies
- Jackson, Michael (2004). The Malt Whisky Companion, Penguin Books 2004 ISBN 978-1-4053-0234-0
- Jackson, Michael (2005). Bar and Cocktail Party Book
- Jackson, Michael (2005). Whisky ISBN 978-0-7513-4434-9

## Multimídia
- The Beer Hunter (1989), um conjunto de duas fitas de vídeo VHS
- A Journey of Discovery – Tasting the Classic Malts with Michael Jackson (1992), um vídeo VHS
- The Beer Hunter (1995), um CD-ROM sobre a cultura cervejeira americana
- World Beer Hunter (1996), um CD-ROM sobre as culturas de cerveja ao redor do mundo
- Beer Hunter The Movie (2013), um documentário sobre a vida de Michael